# 四季 (w-inds.の曲)
「四季」（しき）は、w-inds.の13枚目のシングル。2004年10月6日にFLIGHT MASTERから発売された。

## 解説
葉山拓亮作詞・作曲・編曲作品。葉山の提供曲はシングルでは「NEW PARADISE」以来約2年ぶりとなる。この曲で、『NHK紅白歌合戦』にも出場した。
CDでは慶太のパートであった部分をライブでは龍一が歌唱しており、CDとライブで若干ヴォーカルが異なっている。
C/W曲の「永遠の途中」はスウェーデン女性歌手シャロッテ・ペレッリのアルバム「Gone too long」の収録曲「Believe in love again」のカバー曲。原曲は「永遠の途中」より3か月早くリリースされた。なお、同曲は後に韓国のロックバンドTRAXのアルバム『初雨』にて「Sad Wedding Song」として韓国語カバーされている。

## 収録曲
1. 四季
（作詞・作曲:葉山拓亮）
ブルボン「ブルボンガム」CMソング
2. 永遠の途中
（作詞:shungo.　作曲:Johan Fransson・Tim Larsson・Niklas Edberger・Tobias Lundgren）
3. 四季 (Instrumental)
（作曲:葉山拓亮）
4. 永遠の途中 (Instrumental)
（作曲:Johan Fransson・Tim Larsson・Niklas Edberger・Tobias Lundgren）